# Crusader Kings III
Crusader Kings III è un videogioco strategico in tempo reale sviluppato da Paradox Interactive, sequel di Crusader Kings II. È stato pubblicato per le piattaforme Microsoft Windows, Linux e macOS il 1º settembre 2020 e su PlayStation 5 e Xbox Series X e Series S dal 29 marzo 2022.

## Modalità di gioco
Come il predecessore, Crusader Kings III appartiene al genere grand strategy e consiste in un simulatore dinastico in cui il giocatore controlla una dinastia medievale con l'obiettivo di garantirne la perpetuazione e l'espansione, acquisendo titoli e territori attraverso guerre, matrimoni e diplomazia. Il periodo storico coperto ha inizio nell'anno 867(data dell’invasione Vichinga dell’Inghilterra), nel 1066 (data dell’invasione normanna dell’Inghilterra) o nel 1178 (data dell'inizio dell'ascesa di Genghis Khan) e termina nel 1453, anno della caduta dell'Impero bizantino. La partita termina prematuramente in caso di estinzione della linea dinastica (rami cadetti compresi), ovvero quando, alla morte del personaggio corrente, l'erede designato appartiene ad un'altra dinastia.
Esistono cinque classi nobiliari nel gioco: Barone (non controllabile dal giocatore), Conte, Duca, Re e Imperatore. Al momento del lancio, il giocatore può controllare titoli di tipo feudale, tribale (in cui rientrano anche i popoli nomadi, cui non è associato un peculiare tipo di governo) o clan, mentre le teocrazie e le repubbliche marinare non sono giocabili.

## Sviluppo
Il videogioco è stato annunciato ad ottobre 2019 durante l'annuale PDXCON. Henrik Fåhraeus, game director del videogioco, ha confermato che lo sviluppo del gioco era iniziato «un anno prima di Imperator: Rome», ovvero nel 2015, annunciando contestualmente lo sviluppo di una versione potenziata del Clausewitz Engine per far girare il nuovo titolo.
Il gioco è stato pubblicato il 1º settembre 2020 ed è accessibile attraverso Steam e l'Xbox Game Pass per PC.

## Espansioni e DLC[7]
Come per la maggior parte dei videogiochi Paradox recenti, Crusader Kings III è stato aggiornato attraverso patch e DLC tramite la piattaforma Steam.
Di seguito l'elenco delle espansioni con relative date di uscita:
- Northern Lords (16 marzo 2021) - Introduce contenuti aggiuntivi riguardanti la Scandinavia nell'era vichinga, tra cui l'abilità di formare reami avventurieri, l'accesso a guerrieri sacri e portatori di scudi, la fondazione di eredità dinastiche uniche, e nuovi eventi e decisioni relativi alla cultura vichinga.
- Royal Court (8 febbraio 2022) - Introduce la corte del proprio regno, gli artefatti, nuovi ruoli di corte e la possibilità di ibridare più culture.
- Fate of Iberia (31 maggio 2022) - Introduce elementi cristiani e musulmani nello scenario della penisola iberica, tra cui i duelli a scacchi.
- Friends & Foes (8 settembre 2022) - Introduce nuovi eventi per le dinamiche interpersonali, e i ricordi.
- Tours and Tournaments (11 maggio 2023) - Introduce onorificenze per i cavalieri, i ‘’matrimoni sfarzosi’’ e i ‘’tornei sfarzosi’’, nuove attività che sfruttano la nuova meccanica dei viaggi, introdotta nella patch 1.9, e moltissimi nuovi eventi correlati ad essi.
- Wards and Wardens (22 agosto 2023) - Introduce eventi riguardanti l'infanzia dei personaggi e la loro educazione.
- Legacy of Persia (9 novembre 2023) - Introduce nuovi elementi di gameplay nella regione della Persia durante l'intermezzo iraniano.
- Legends of the Dead (4 marzo 2024) - Introduce la meccanica delle epidemie, tra cui la peste nera, la legittimità della dinastia e la possibilità di forgiare leggende.
- Roads to Power (24 settembre 2024) - Introduce la possibilità di giocare come un personaggio senza terra e accettare contratti come avventuriero. Meccaniche aggiuntive includono nuovi meccanismi amministrativi e di governo imperiale, tenute familiari e contenuti per l'Impero Bizantino.

## Accoglienza
Il gioco ha avuto un'accoglienza molto positiva: l'aggregatore di recensioni professionali Metacritic attribuisce a Crusader Kings III un punteggio di 91/100 (categoria "plauso universale", in originale "universal acclaim").
Il 17 novembre 2020, due mesi dopo il lancio, il gioco ha fatto registrare un milione di copie vendute. Il 16 marzo 2022 Paradox Interactive ha annunciato che il gioco ha venduto più di due milioni di copie.